# استبان چاوز
استبان چاوز (اسپانیایی: Esteban Chaves‎؛ زادهٔ ۱۷ ژانویهٔ ۱۹۹۰) دوچرخه‌سوار اهل کلمبیا است.
از باشگاه‌هایی که در آن رکاب زده‌است می‌توان به تیم اوریکا–اسکات، تیم دوچرخه‌سواری مانزانا پوستوبون و تیم دوچرخه‌سواری کلمبیا اشاره کرد.